# Operazione U.N.C.L.E.
Operazione U.N.C.L.E. (The Man from U.N.C.L.E.) è un film del 2015 diretto da Guy Ritchie.
Con protagonisti Henry Cavill e Armie Hammer, la pellicola è l'adattamento cinematografico della serie televisiva Organizzazione U.N.C.L.E. (The Man from U.N.C.L.E.), andata in onda dal 1964 al 1968.

## Trama
Nel 1963, durante la guerra fredda, l'agente della CIA Napoleon Solo fa espatriare da Berlino Est Gaby Teller, figlia dello scienziato tedesco Udo Teller, messosi al servizio degli Stati Uniti dopo la seconda guerra mondiale. Lo scienziato era scomparso da tempo ed è stato infine rintracciato a Roma. I due riescono a sfuggire rocambolescamente a Illya Kuryakin, agente del KGB.
Ritornato a Berlino Ovest, Napoleon viene informato che lo zio di Gaby, Rudi, lavora per Alexander Vinciguerra, figlio di un gerarca fascista che aveva contribuito a trasferire l'oro nazista in Sudamerica. Insieme alla moglie Victoria, Alexander è a capo di un complesso industriale aerospaziale. I due intendono sfruttare le conoscenze di Udo Teller per costruire una bomba atomica. La CIA e il KGB devono unire le forze per sventare questa minaccia, per cui Solo dovrà collaborare proprio con Kuryakin per fermare i Vinciguerra e recuperare un nastro magnetico contenente le ricerche di Udo.
Kuryakin, Solo e Gaby Teller giungono a Roma, dove Kuryakin e Gaby si spacciano per una coppia di fidanzati per potersi meglio infiltrare tra i Vinciguerra. La sera, dei ladri comuni rubano a Kuryakin l'orologio che era stato di suo padre, ma lui non reagisce per mantenere la sua copertura. 
Incontrano a un party i coniugi Vinciguerra e lo zio Rudi. Kuryakin scopre che i tre sono stati esposti a elementi radioattivi. Solo e Kuryakin irrompono in un deposito navale dei Vinciguerra e trovano tracce di uranio. Durante la fuga via acqua, Kuryakin rischia di annegare, ma Solo lo salva.
Il giorno dopo, a villa Vinciguerra, durante un incontro con Alexander e lo zio Rudi, Gaby inaspettatamente tradisce Kuryakin e Solo, per poter vedere il padre, tenuto prigioniero dai Vinciguerra in un'isola fortificata. Kuryakin riesce a fuggire, ma Napoleon viene narcotizzato da Victoria e torturato da Rudi il quale è in realtà un sadico criminale di guerra nazista. Viene salvato da Kuryakin, che lo rintraccia grazie ad una microspia che gli aveva inserito di nascosto in una scarpa.
Interrogando Rudi, i due scoprono che la bomba è nascosta nell'isola in cui è tenuto prigioniero il padre di Gaby. Quest'ultima, nel frattempo, è riuscita ad incontrare il padre e tenta di farlo fuggire, sabotando la costruzione della bomba, ma viene scoperta da Victoria, che la imprigiona e uccide Udo Teller.
Solo e Kuryakin vengono avvicinati da Waverly, dell'MI6, che rivela loro che Gaby è in realtà un agente britannico e che li ha traditi su suo ordine, per conquistare la fiducia dei Vinciguerra. Grazie a Waverly e ai suoi uomini, i due irrompono nell'isola-fortezza dei Vinciguerra, sgominando i difensori. Alexander fugge con la bomba, portando Gaby come ostaggio, ma viene raggiunto e ucciso da Kuryakin, mentre Solo recupera il nastro contenente le ricerche di Udo Teller. Purtroppo la testata trasportata da Alexander è solamente una bomba convenzionale. Napoleon Solo riesce a mettersi in contatto con Victoria che, a bordo di un peschereccio con la vera testata nucleare, sta per raggiungere un sottomarino. Facendo durare la chiamata abbastanza a lungo da poter rintracciare la sua posizione, permette di lanciare un missile che distrugge la testata nucleare e uccide Victoria.
A missione compiuta, il KGB ordina a Kuryakin di recuperare il nastro magnetico e di uccidere Solo. Ma, colpito da un gesto gentile di Napoleon, che gli aveva fatto riavere l'orologio del padre (rubatogli in precedenza), Kuryakin disobbedisce. I due decidono di bruciare il nastro, affinché nessuno ne entri in possesso. Successivamente vengono raggiunti da Waverly che li informa che, visti i buoni risultati ottenuti, il loro team non verrà sciolto, ma che è stata assegnata loro una nuova missione e un nome in codice, Organizzazione U.N.C.L.E..

## Produzione
Il progetto prese vita nel 2011 quando la Warner Bros. annunciò l'adattamento della serie televisiva e confermò sia il regista Steven Soderbergh che lo sceneggiatore Scott Z. Burns, fissando il budget del film a 60 milioni di dollari e l'inizio della produzione nel marzo 2012. Proprio per il basso budget messo a disposizione, il regista Soderbergh si dichiarò dubbioso circa la ricostruzione degli anni sessanta richiesta nel film. Il 18 novembre 2011 venne confermato che Soderbergh non faceva più parte del progetto.
Il 18 marzo 2013 venne annunciato Guy Ritchie come nuovo regista del film ed il budget fu aumentato a 75 milioni di dollari.

### Cast

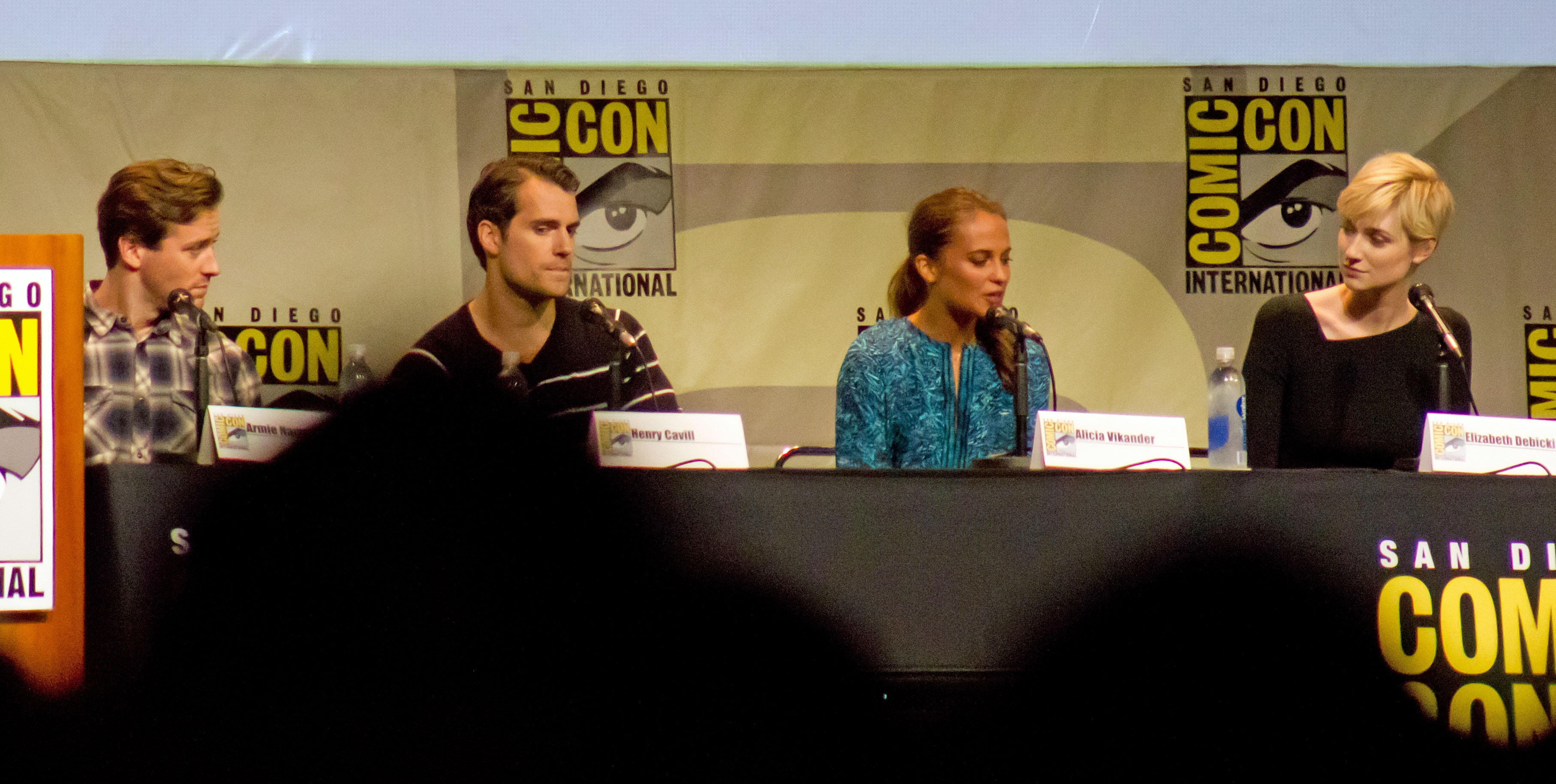
Armie Hammer (Ilya Kuryakin), Henry Cavill (Napoleon Solo), Alicia Vikander (Gaby Teller) ed Elizabeth Debicki (Victoria Vinciguerra) nel 2015 al San Diego Comic-Con.

Nel novembre 2010 l'attore George Clooney si dichiarò interessato al progetto e discusse la propria partecipazione, ma nel settembre 2011 fu costretto ad abbandonare il progetto a causa di un infortunio. Dopo Clooney, furono considerati vari attori per il ruolo del protagonista: Joseph Gordon-Levitt, Ryan Gosling, Channing Tatum, Alexander Skarsgård, Ewan McGregor, Matt Damon, Christian Bale, Michael Fassbender, Bradley Cooper, Leonardo DiCaprio, Joel Kinnaman, Russell Crowe, Chris Pine, Ryan Reynolds e Jon Hamm.
Nel marzo 2013 anche Tom Cruise iniziò trattative per partecipare al film. Cruise fu confermato nel cast insieme ad Armie Hammer il 24 aprile 2013. Successivamente Cruise abbandonò il progetto per partecipare alle riprese del film Mission: Impossible 5 e venne sostituito da Henry Cavill.
Nel film compare in un cameo David Beckham.

### Riprese
Le riprese del film, iniziate il 9 settembre 2013, si svolsero nel Regno Unito (a Londra e nel circuito di Goodwood) e in Italia, tra Roma, Caprarola, Pozzuoli, Baia (al Castello Aragonese) e Napoli (al castel dell'Ovo).
Il budget del film è stato di 75 milioni di dollari.

## Colonna sonora
Il 17 luglio 2014 venne confermato il compositore Daniel Pemberton per la colonna sonora del film.
Nella scena dell'intrusione notturna alla sede dei Vinciguerra, Solo si nasconde nella cabina di un camion mentre Kuryakin sta cercando di fuggire in motoscafo. Quando accende l'autoradio è possibile sentire per un istante la sigla della serie tv originale.

## Promozione
Il primo trailer fu diffuso il 12 febbraio 2015.

## Distribuzione
La pellicola, inizialmente programmata per uscire il 16 gennaio, venne rimandata e distribuita nelle sale cinematografiche statunitensi a partire dal 14 agosto 2015, ed in quelle italiane dal 2 settembre.

### Divieti
Il film fu vietato negli Stati Uniti d'America ai minori di 13 anni per la presenza di "azione violenta, nudità parziale e contenuti sconvenienti".

## Accoglienza

### Incassi
Il film ha incassato 45,5 milioni di dollari nel Nord America e 61,6 nel resto del mondo, per un incasso totale di 105 milioni di dollari.

### Critica
Sull'aggregatore di recensioni Rotten Tomatoes il film riceve il 68% delle recensioni professionali positive con un voto medio di 6,2 su 10 basato su 294 recensioni, mentre su Metacritic ha un punteggio di 56 su 100 basato su 40 recensioni.

## Riconoscimenti
- 2016 - Central Ohio Film Critics Association Awards
  - Miglior attrice ad Alicia Vikander
  - Candidatura per la miglior rivelazione ad Alicia Vikander
- 2016 - Georgia Film Critics Association
  - Miglior rivelazione ad Alicia Vikander
- 2016 - Golden Trailer Awards
  - Miglior grafica di titoli
  - Miglior grafica in uno spot Tv
  - Candidatura per il miglior trailer d'azione
- 2016 - International Film Music Critics Association
  - Candidatura per la miglior colonna sonora per un film d'azione / avventura / thriller
- 2015 - San Diego Film Critics Society Awards
  - Miglior Body of Work ad Alicia Vikander
  - Candidatura per la miglior artista emergente ad Alicia Vikander
- 2016 - World Soundtrack Awards
  - Candidatura per la miglior colonna sonora preferita dal pubblico a Daniel Pemberton
  - Candidatura per il miglior compositore dell'anno a Daniel Pemberton
- 2015 - Time top ten[21]
  - Nono miglior film dell'anno